# Корсика
Ко́рсика (корс. Corsica locally [ˈkorsiɡa, ˈkɔrsika]; італ. Corsica; фр. Corse [kɔʁs] ( прослухати)) — великий острів та однойменний регіон Франції, розташований в Середземному морі біля західного берега Італії, на північ від Сардинії. Корсика має особливий регіональний статус, офіційна назва цього адміністративного утворення — Територіальна спільнота Корсика (корс. Cullettività territuriale di Corsica, фр. Collectivité Territoriale de Corse). Складається з адміністративних департаментів Верхня Корсика та Південна Корсика.
Спеціальний статус регіону визначає наявність регіонального парламенту (61 депутат) з правом спостереження за законотворчістю Національних зборів Франції. Столиця регіону — Аяччо.
Корсика відома своєю традицією вендетти, що була поширена в минулому.

## Географія Корсики

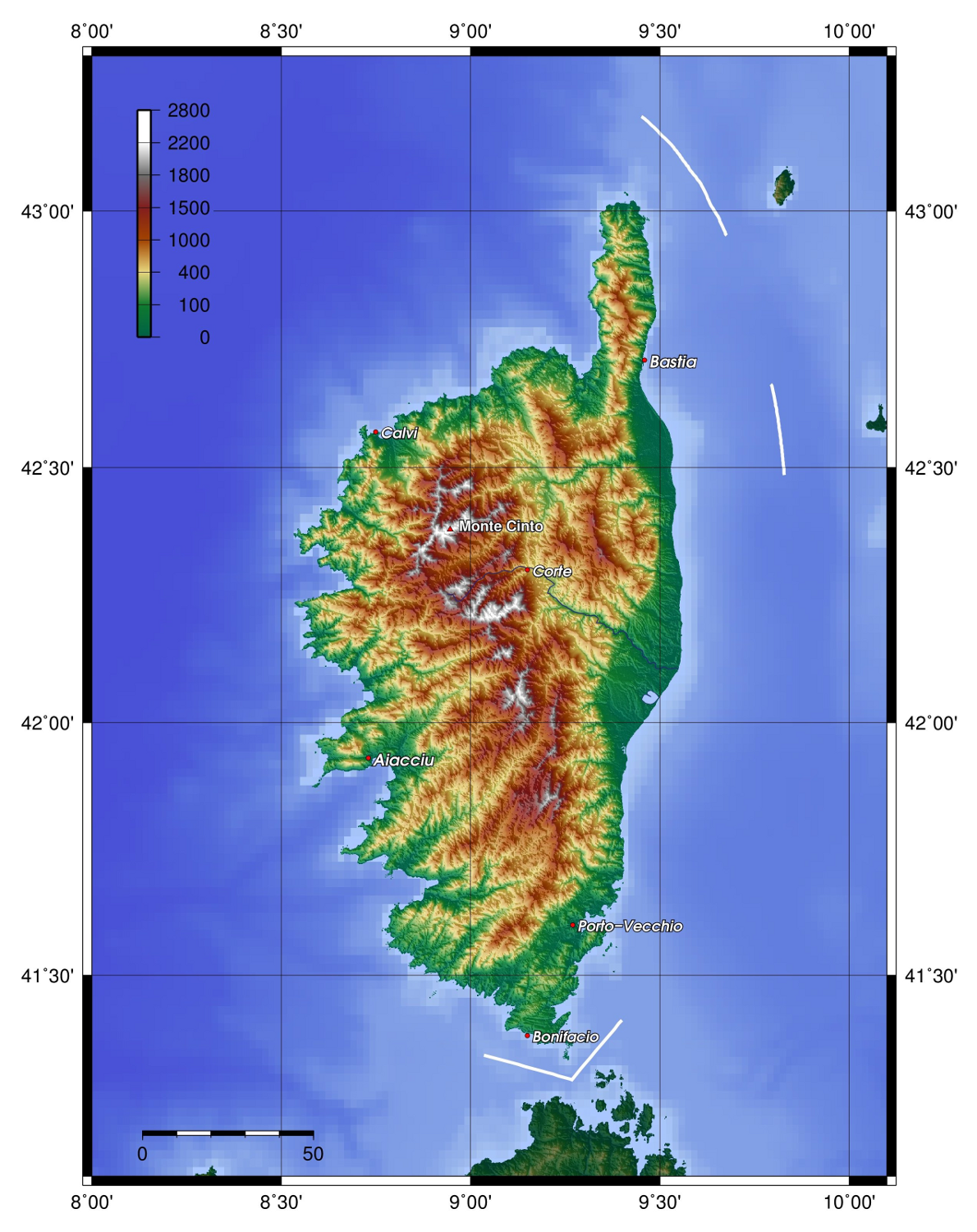
Рельєф Корсики

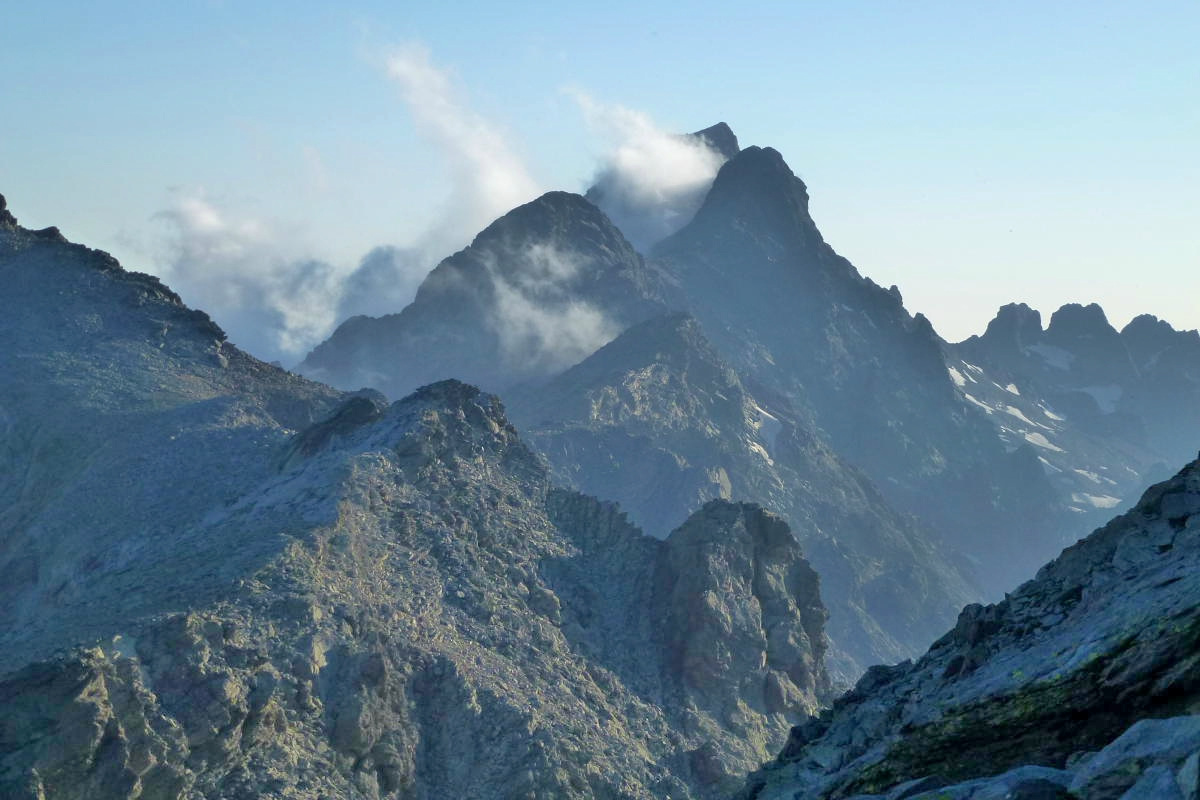
Гора Монте-Чинто

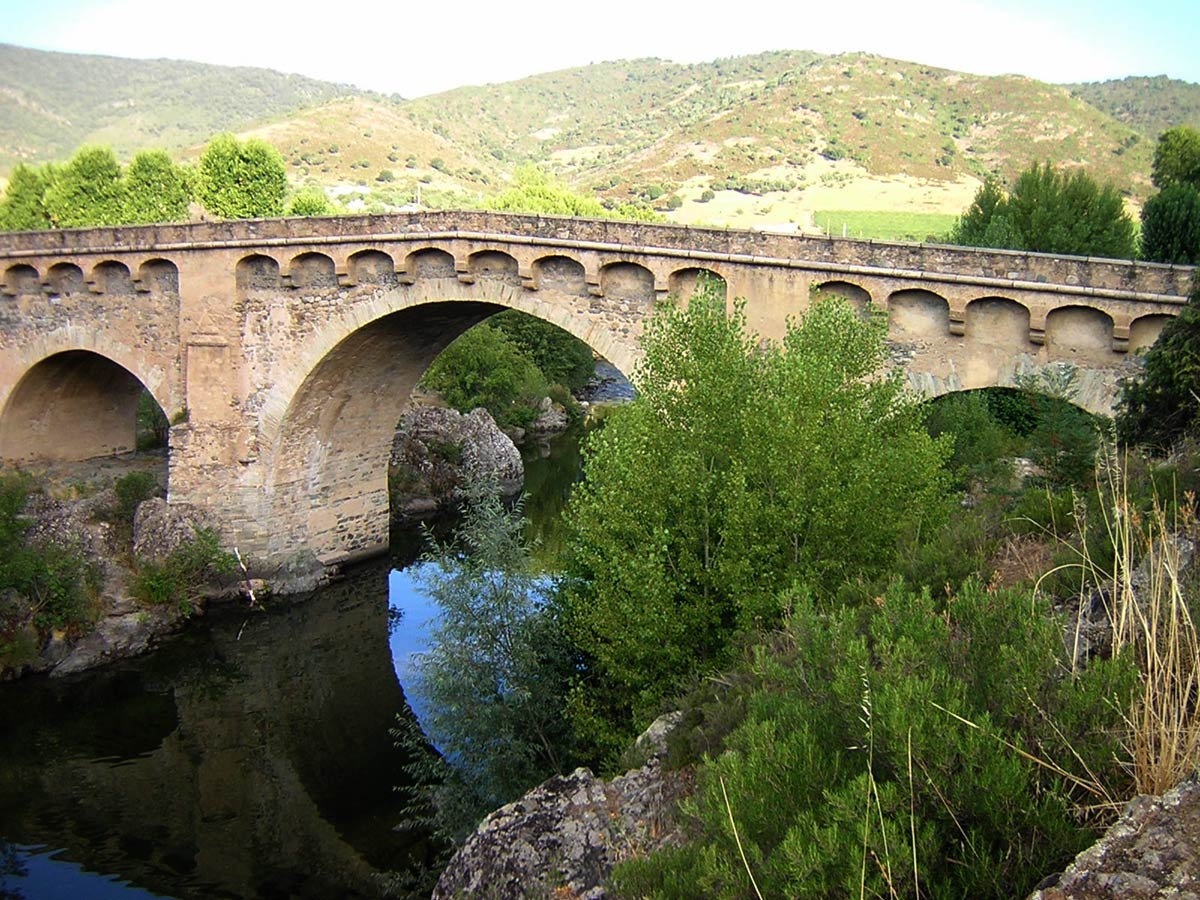
Генуезький міст через річку Тавіняно

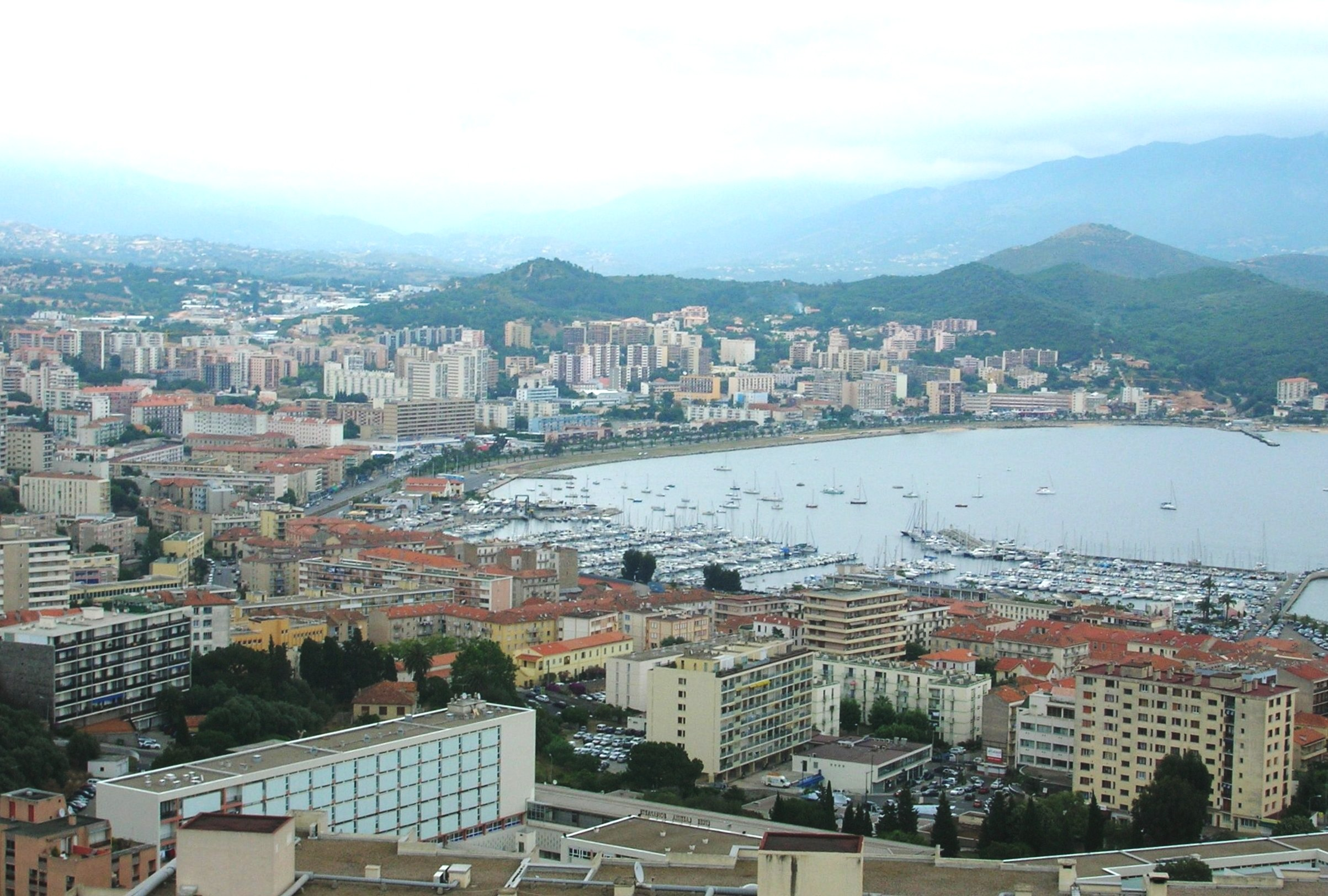
Панорама Аяччо

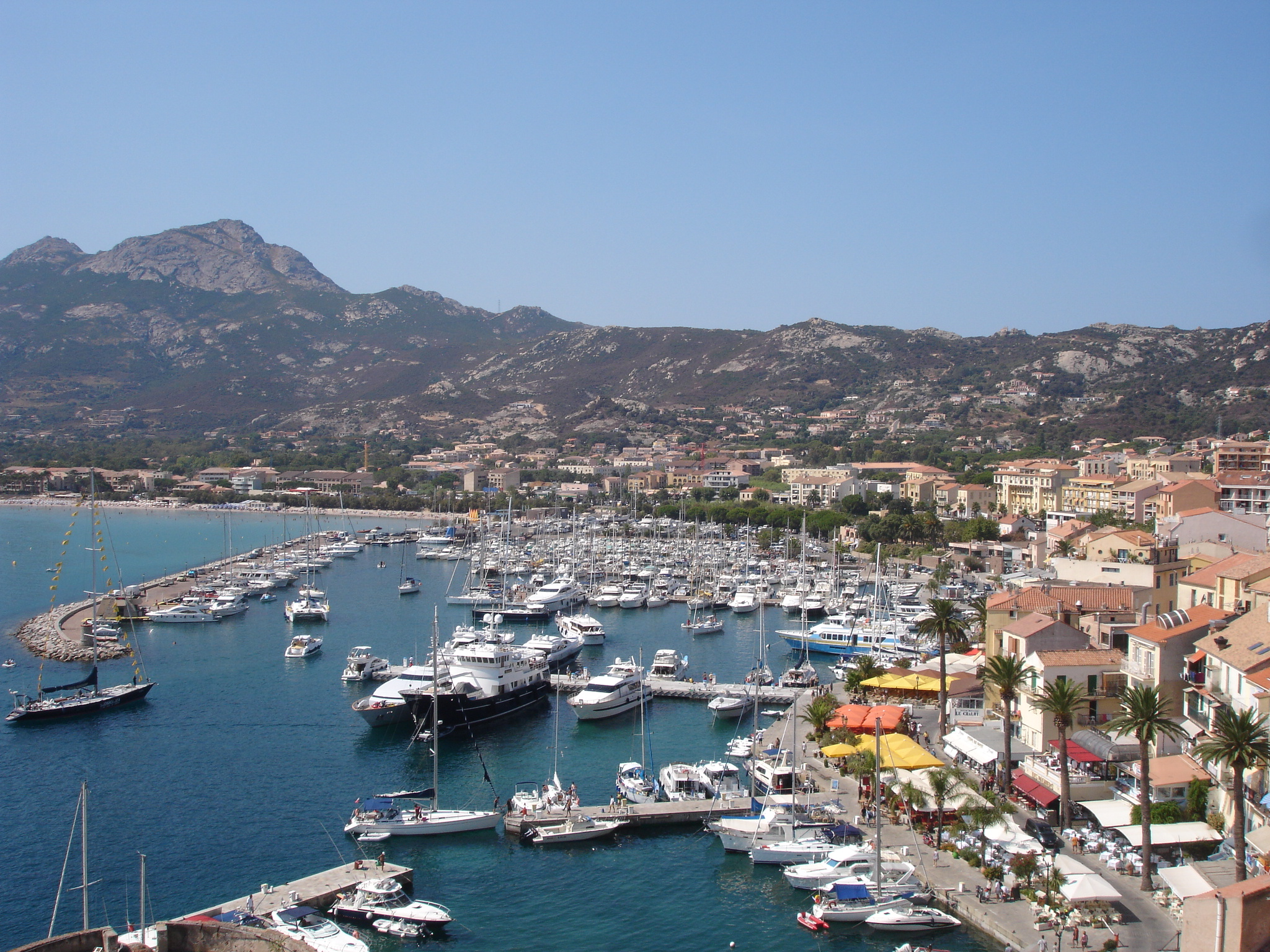
Порт Кальві

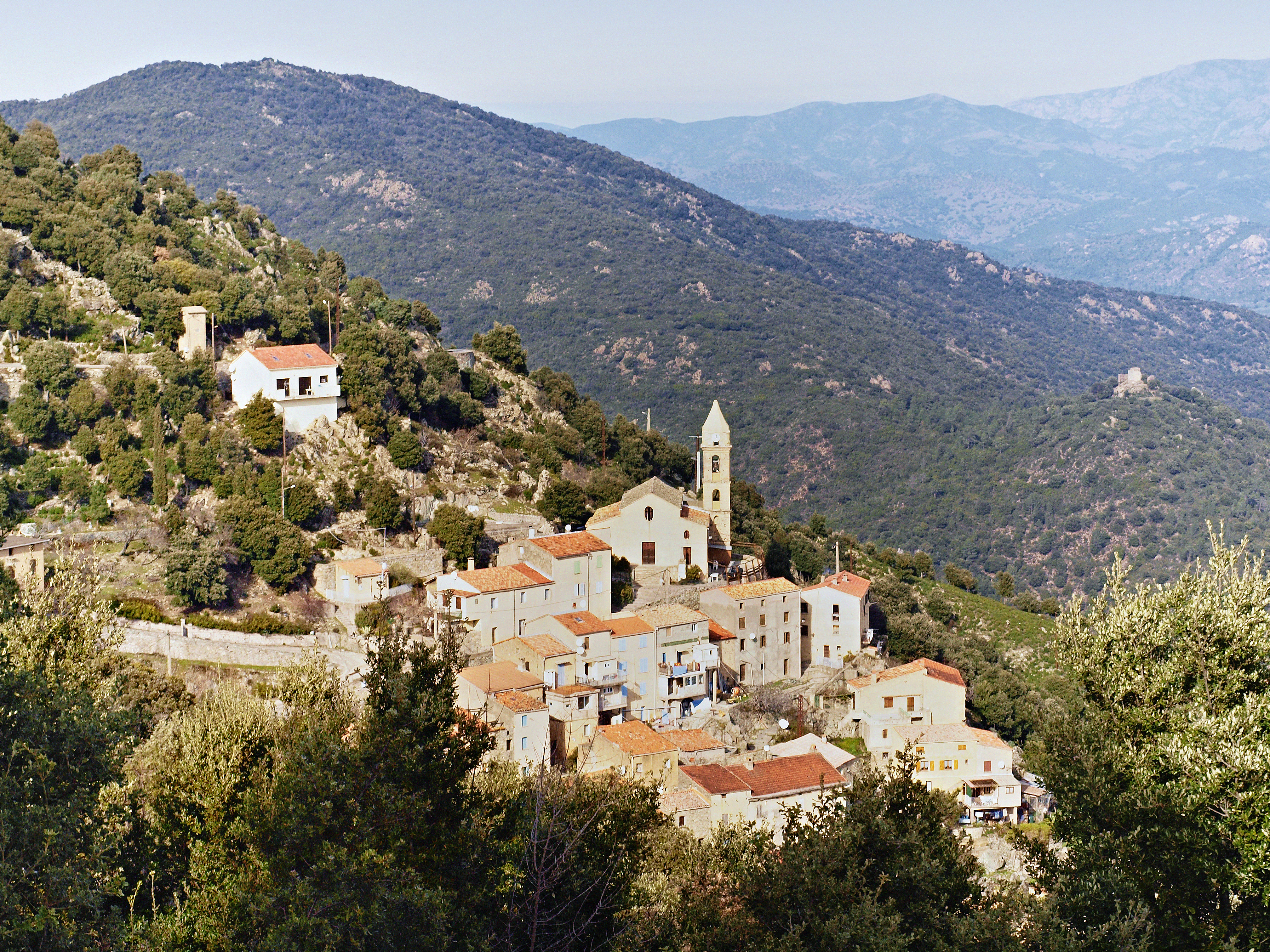
Прато-ді-Джовелліна

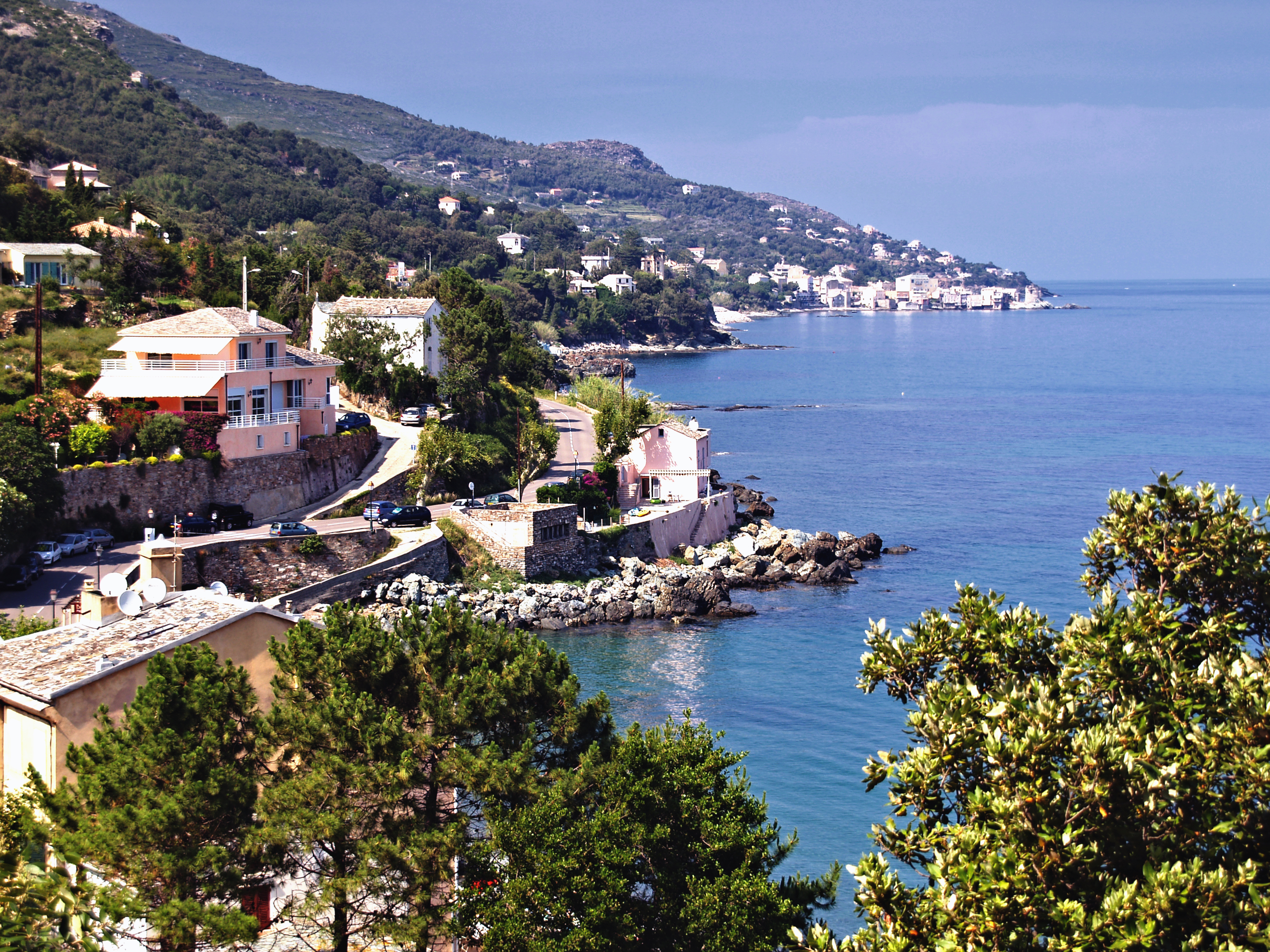
Брандо

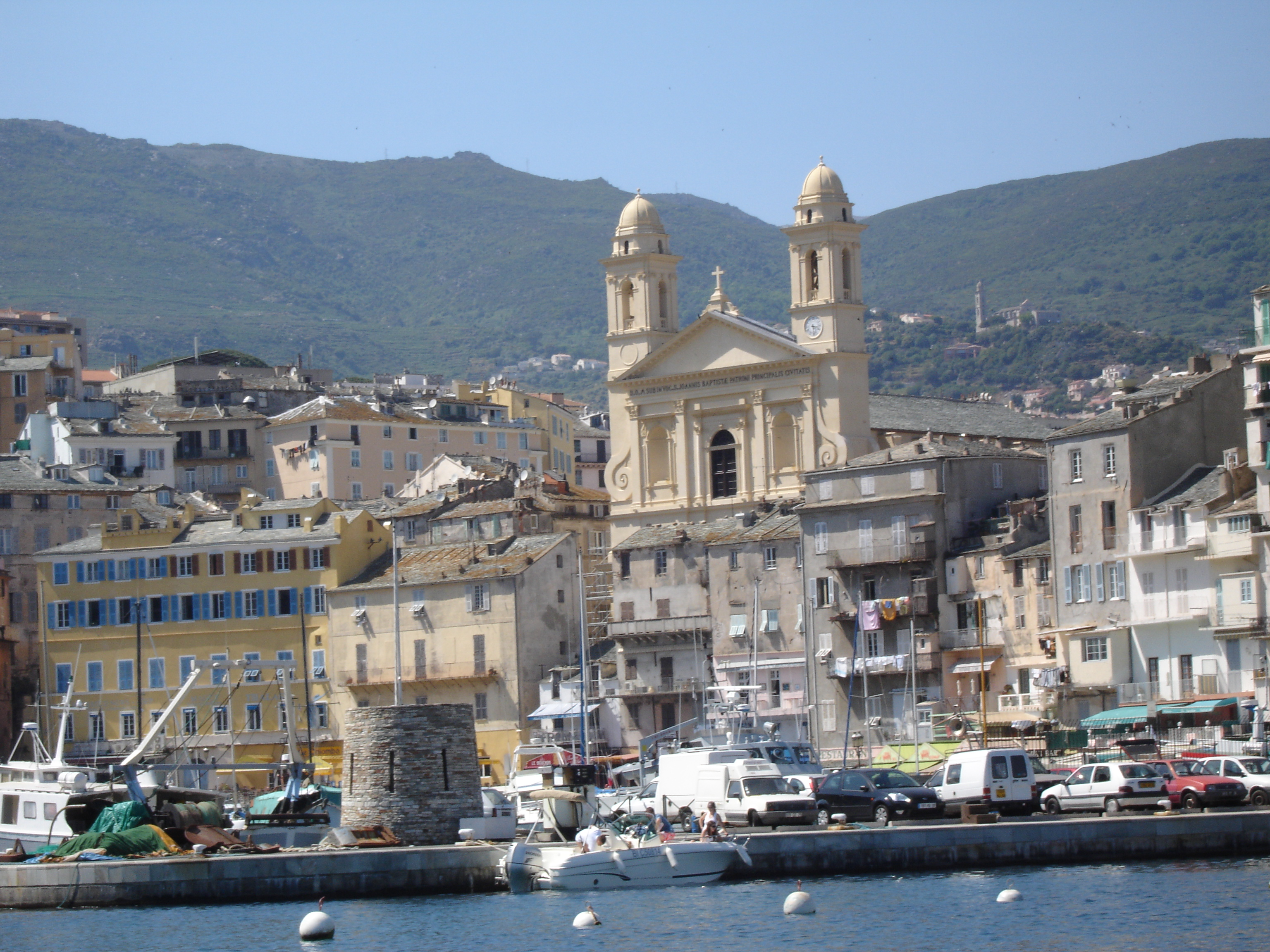
Місто Бастія

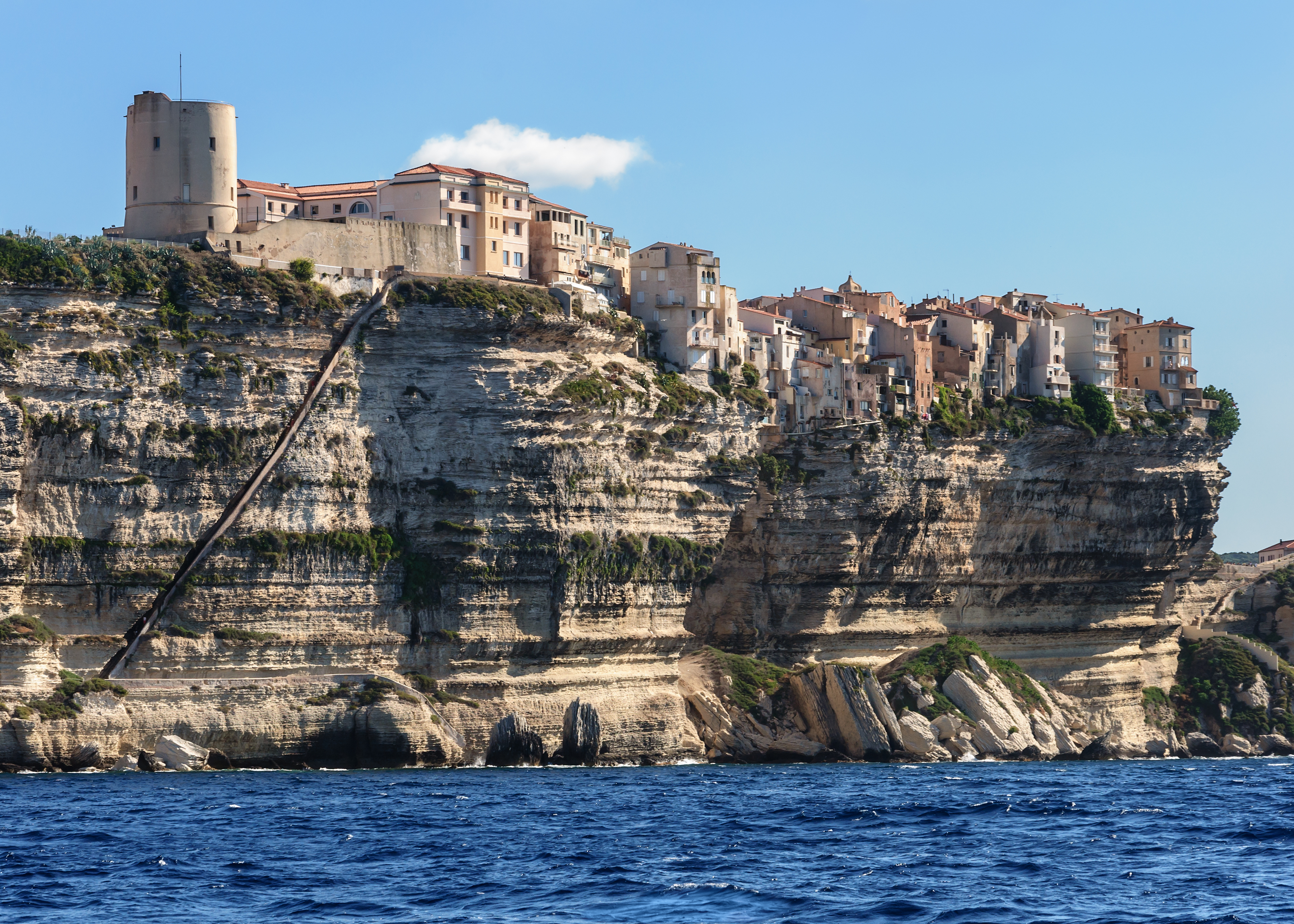
Місто Боніфачьо на березі однойменної протоки

Береги острова омиваються на заході Середземним морем, на півночі — Лігурійським морем, на сході — Тірренським морем, на півдні — водами протоки Боніфачьо.
Корсика — четвертий за величиною острів у Середземному морі (після Сицилії, Сардинії і Кіпру).
Площа острова і регіону — 8 680 км². Протяжність острова з півночі на південь 183 км, із заходу на схід — 83 км. Корсика знаходиться приблизно за 177 км на південний схід від Французької Рив'єри, за 85 км на захід від італійського регіону Тоскани, за 12 км на північ від острова Сардинія, за 28 км від острова Капрая-Ізола тосканського архіпелагу, і за 35 км на захід від острова Ельба, на якому протягом 9 місяців в 1814—1815 роках перебував на засланні Наполеон Бонапарт, найвідоміший уродженець Корсики. Найкоротша відстань між континентальною Францією та островом Кап-Мартен в авангарді Revellata, становить 170 км.
Рельєф гористий. Дві третини острова займає древній кристалічний масив, який ділить острів по осі північний захід — південний схід. 20 вершин острова перевищують 2000 метрів. Гора Монте-Чинто, найвища вершина Корсики, досягає висоти 2706 метрів. Південний берег складається з високих скель (Боніфація).

### Гідрографія Корсики
Див. також Список річок Корсики.
Перебуваючи географічно в середземноморській кліматичній зоні та маючи доволі гористу місцевість — острів не обділений водними ресурсами. Численні струмки, потоки та озера своїми водами численні річки острова, які розтинають своїми потоками прибережні скелі й впадають в Середземне море, Тірренське море та Лігурійське море. Найбільші річки — Голо (89,6 км), Тавіняно (89 км), Тараво (65,6 км), Гравона (46,5 км) і Ріццанезе (44,1 км).

## Клімат
Тепле та сухе літо, помірна зима, більш ніж 2700 годин сонячного світла на рік, незначна кількість дощових днів. Середньорічна температура повітря близько +20 °C, моря +17 °C. У січні — березні тут +14 °C, з квітня по червень + 21 °C, влітку на узбережжі температура повітря може досягати + 36 °C, а температура води + 26 °C.

## Демографія Корсики
Населення — 275 тис. осіб (2005).
Мови: французька (державна), корінне населення — корсиканці розмовляє корсиканською мовою, що вважається діалектом італійської мови.

## Історія
Багато народів залишили слід в історії Корсики. Острів по черзі належав грекам, римлянам, вандалам, візантійцям, маврам та ломбардцям, потім французам.

### Археологія Корсики
Але почалася історія острова ще на кілька тисячоліть раніше. Вже в VI тис.років до н. е. тут з'явилося землеробство. Це сталося під час колонізації острова представниками культури Імпрессо.
Культура Імпрессо або Культура кардіальної (кардіумної) кераміки названа так через те, що її представники робили відбитки на кераміці раковинами молюска Cardium.
Є версія, що осілі в цих місцях мореплавці перебралися сюди з Тоскани через Тірренське море. У Тоскані зустрічаються поселення зі схожою керамікою.
Жили перші поселенці під склепіннями печер і займалися полюванням, риболовлею та збиранням раковин, хоча вже вміли розводити домашніх тварин та вирощувати пшеницю. Так тривало кілька тисячоліть.
Жителі острова зводили мегаліти Філітоса, що збереглись до наших днів.
Особливо цікаві 2-3-метрові менгіри, які були створені приблизно в 1500 р. до н. е. На цих менгірах вирізані людські обличчя, зброя та обладунки, барельєфи та орнаменти. Можливо, ці споруди зводилися, щоб захищати землі від нашестя на Корсику торіанськіх племен.

### Стародавня Корсика
Торіанці — теж невідомий народ. Він належить до культури Торре — археологічної культури, що існувала на острові Корсика. А названа культура за назвами однойменних башт, котрі є характерними для даної культури. Ці башти почали споруджувати на півдні Корсики в епоху бронзової доби з 1600 р. до н. е.
Торіанці перемогли місцевих жителів, а їх кам'яних велетнів скинули з п'єдесталів, зруйнували, закопали у землю. Частина з них використовувалася навіть як будівельні матеріали під час спорудженні веж-Торре.
А потім хвиля за хвилею, накривали острів завойовники. Це був ласий шматочок, оскільки, крім усього іншого, мав домінівне положення в Середземному морі, звідси можна було наглядати за величезним, одним з найважливіших у політичному та економічному житті того часу регіоном.
Сюди прийшли етруски та заснували на берегах торгові пункти; пізніше Корсику підпорядкували фінікійці, потім фокейці.
У V столітті Корсикою заволоділи карфагеняни, але у 238 році до н. е. змушені були поступитися островом римлянам.
Корсика розцвіла під владою римлян. Були побудовані 33 добре укріплених міста. Ці століття римського панування були, мабуть, найбільш спокійними в історії Корсики.
А потім почалися набіги варварів. У V столітті на Корсику неодноразово нападали вандали і до 470 року заволоділи островом. Це повністю виснажило острів.

### Середньовічна Корсика
Найвеличніший візантійський полководець Велізарій звільнив острів від вандалів у 533 році, і з того часу він поперемінно належав то Візантії, то готам, поки його не опанували в 754 році франки короля Піпіна Короткого, а потім в 850 році сарацини.
На початку XI ст. Островом вже володіли пізанці, які розділили його на безліч невеликих феодальних володінь.
1002 року корсиканці повстали проти гніту баронів і заснували на півночі представницький орган з п'ятнадцяти спадкових Капоралі, а південною частиною володіли графи Істрія, Чинарка, делла Рокка та ін. Постійна боротьба кланів, боротьба між північчю і півднем, між різними партіями та угрупованнями буде продовжуватися протягом усієї подальшої історії Корсики.
У 1300 році влада над Корсикою перейшла до Генуї, але нових правителів корсиканці визнали тільки у 1387 році.

### Нова історія Корсики
Під час Італійської війни між Францією та Габсбурзькою імперією, в 1553-1558 роках на Корсику, що контролювалась союзною Габсбургам Генуезькою республікою, французькі війська здійснили вторгнення та окупували острів при активній підтримці флоту Османської імперії. Одночасно відбувалось повстання корсиканців під проводом Сампьєтро, коли з 1553 по 1570 корсиканці намагалися вигнати генуезців з острова. За панування над Корсикою з перемінним успіхом боролися Генуезька республіка та Арагонське королівство.
У 1729 року корсиканці знову взялися за зброю проти Генуї, яка за допомогою імператорських військ, швидко придушила повстання.
У 1735 році барон Теодор Нейгоф був настільки популярний серед населення, що його проголосили королем. Але в 1738 році Нейгоф був змушений залишити Корсику ще до прибуття покликаних Генуєю на допомогу французьких військ. Але тільки-но війська залишили Корсику, на острові в 1741 році знову спалахнув заколот.
Починаючи з 1752 новими заколотами керували лікар Джачинто Паолі та Паскуале Паолі. 
В листопаді 1755 року проголошено Корсиканську республіку.
Ще в 1764 році генерал Паскуале Паолі обмежив панування генуезців кількома приморськими містами та містом Бастією.
Генуя зрозуміла, що Корсика приносить їй лише збитки, тому за 
Версальською угодою (1768) передала острів Франції у 1769, в рахунок сплати боргів.
Паолі, сподіваючись на підтримку Англії, вчинив французам запеклий опір. Але коли на острові висадилося тридцятитисячне французьке військо, Паолі втік до Англії. Однак, в горах війна тривала до 1774 року.
У 1793 році Паолі за допомогою англійців заволодів Бастен і Кальві, після чого 18 червня 1794 р. збори представників Корсики вирішили приєднатися до Великої Британії. Корсика отримала свого віцекороля та свій парламент. Але французька партія отримала таку підтримку, що коли в 1796 році французи з'явилися в Ліворно, англійці були змушені залишити Корсику, що відійшла до Франції.

## Корсиканський сепаратизм
Жорсткі заходи держави, спрямовані на централізацію та асиміляцію національних меншин, самобутність та культурно-лінгвістичні особливості, які ніколи не визнавалися, дали поштовх сепаратистським рухам у Франції.
Проблеми сепаратизму в наші дні, особливо гостро проявилися на Корсиці, що пояснюється сукупністю багатьох факторів — географічних, історико-культурних, етнічних, демографічних і, звичайно ж, економічних. Досить сказати, що зазначений регіон довго залишався найбіднішим у Франції — дохід на душу населення в післявоєнні роки був тут приблизно на третину нижче середнього по країні.
Активувалися сепаратисти у середині 1970-их років, коли відбулися сутички між корсиканцями та французькою армією. З цього часу корсиканці регулярно здійснюють терористичні акти на власному острові, вимагаючи незалежність, погрожують влаштувати вибухи вже в самій Франції. З 1982 року Франція поступово надає Корсиці право на самостійну політику в економічній, політичній, освітній сферах, та корсиканцям цього замало. Через декілька років французький парламент проголосував за визнання Корсиканського народу, але це визнання суперечило конституції, тому рішення скасували.
На початку 1991 року терористичні акти відновилися, особливо у Парижі, прокинулися і забуті вже кошмари та страх, що корсиканський знак «R» стане таким самим зловісним символом насильства, як «IRA» в Ольстері чи «ETA» в Країні Басків, що розвиток подій на острові піде за сицилійським зразком. На Корсиці активізація сепаратистського руху аж ніяк не скасувала старого закону кланів, за яким продовжують жити мафіозні структури. Тут закони клану повною мірою проявляють себе у таких питаннях, як землекористування, селянське життя, власність, кровна помста за завдану образу. Клановість, насильство як метод боротьби за свої права злилися на Корсиці воєдино, створивши в результаті «вибухову суміш».
У березні 2023 року адміністративний суд міста Бастія зобов'язав парламент Корсики вживати виключно французьку мову, чим фактично заборонив послуговуватися корсиканською.
28 вересня 2023 року президент Франції Емманюель Макрон виступив з історичною промовою в Асамблеї Корсики, під час котрої запропонував надати Корсиці обмежену автономію. У промові 4 жовтня 2023 року серед іншого Макрон знову згадав про можливу автономію для Корсики та для Нової Каледонії, а також пообіцяв «новий крок» у децентралізації влади в континентальній Франції.

## Відомі особистості
На Корсиці у місті Аяччо, народилися Наполеон Бонапарт, співачка Alizée. Також за однією з версій на Корсиці народився Христофор Колумб.
Батько французької моделі та актриси Летиції Касти родом з Корсики. Саме тут вона провела своє дитинство.
Французький співак і зірка мюзиклу «Нотр-Дам де Парі» Патрік Фіорі виріс на Корсиці, а його мати за походженням — корсиканка. У 1993 році, представляючи Францію на конкурсі Євробачення, Фіорі зайняв 4 місце з піснею «Mama Corsica», присвяченої його батьківщині.

## Промисловість
Основною продукцією Корсики є вино та оливкова олія.

## Кухня Корсики
Традиційні місцеві страви вирізняються своїм смаком та ароматом, тому що джерелом для них слугує сама корсиканська природа. Прекрасні страви зі свинини, що доповнюються місцевими вином, козячий сир, в'ялені ковбаси, дари моря, фрукти і овочі складають особливості кулінарних традицій, де привілейоване місце займають каштани з оливками.
Корсиканські вина мають найвищий ступінь якості. Їх виробляють у 8 регіонах острова — це апельсинові, мандаринові вина та лікери, лікер з ягід суничного дерева, мирта, каштана, та обов'язково аперитив «Cap Corse».
Каштани як і багато років тому, коли Паскаль Паолі сказав своїм співвітчизникам «Поки ми маємо каштани, ми будемо мати хліб», так і сьогодні каштанове дерево і раніше цінується на острові. Смажені та сушені каштани — це ласощі, а з каштанового борошна виготовляють різні страви, більш ніж двадцяти рецептів.
Свинина з незапам'ятних часів була традиційною стравою кожного корсиканця. Зараз, використовуючи багаторічні традиції, місцеві фермери з гордістю пропонують свої вироби — сирокопчену шинку та різноманітні ковбаси. Особливим делікатесом вважається ковбаса з печінки, якою зазвичай насолоджуються взимку, підсмаживши її на вогні. Дуже популярна на острові полювання на широко поширену тут дику свиню. М'ясо цієї тварини зазвичай ретельно смажиться чи тушкується. Особливе місце в кулінарних традиціях займають також страви з молодого козеняти.
Велика кількість овець та кіз на острові дозволяє місцевим жителям виготовляти різні сири з їх молока. Тут представлено приблизно дванадцять видів різних сирів місцевого виробництва. Типовий корсиканський козячий сир має сильно виражений смак.
На Корсиці багатий вибір морепродуктів, у крамницях та ресторанах пропонують найсвіжіші дари Середземного моря — риба-скорпіон, морський лящ, сардини, морський окунь, морський їжак, кальмари, лангусти, мідії, омари. У горах і гирлах річок водиться форель та сьомга.